# Ньїрбогат
Ньїрбогат (угор. Nyírbogát) — селище (надькьожег) в медьє Саболч-Сатмар-Береґ в Угорщині.

## Історія
Вперше згадується в 1310 році. В 1911 році проведена залізниця.
В селищі є кілька храмів: католицька церква 1826 року, греко-католицька церква 1959 року і протестантська церква 1828 року.

## Населення
Займає площу 55,36 км², на якій проживає 3209 жителів (за даними 2010 року). За даними 2001 року, 99 % жителів селища — угорці, 1 % — цигани.

## Розташування
Розташоване за 29 км на південний схід від міста Ньїредьгаза, має залізничну станцію. Через селище проходить автодорога 471.
| Угорщина | Це незавершена стаття з географії Угорщини. Ви можете допомогти проєкту, виправивши або дописавши її. |